# بوگاتسکویه
بوگاتسکویه (به لاتین: Bogatskoye) یک منطقهٔ مسکونی در روسیه است که در سرزمین آلتای واقع شده‌است.